# カタトゥンボの雷

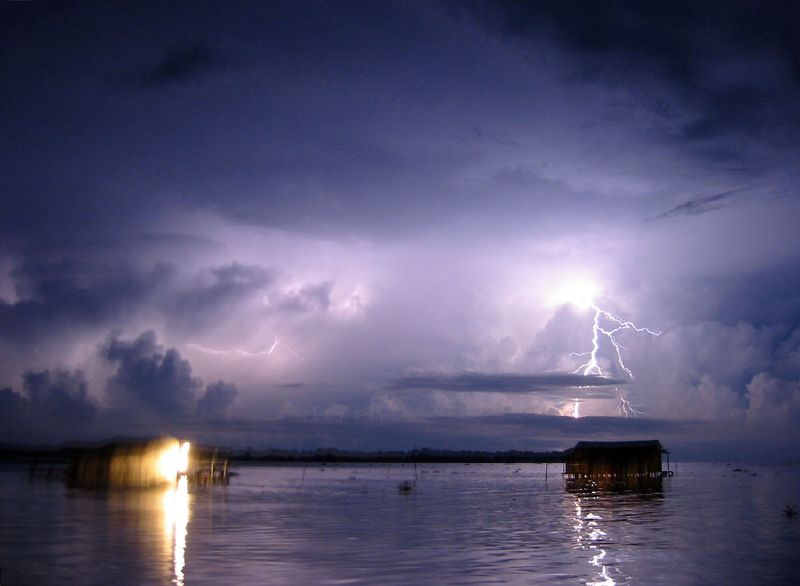
カタトゥンボの雷

カタトゥンボの雷（カタトゥンボのかみなり、スペイン語: Relámpago del Catatumbo）とは、ベネズエラのマラカイボ湖に注ぐカタトゥンボ川の河口周辺で見られる気象現象である。
毎晩のように雷が発生、近傍では雷鳴が聞こえないものの雲が赤色やオレンジ色に照らされる幕電がみられる。カリブ海の船乗りの間で「マラカイボの灯台」と呼ばれ、ヨーロッパでも大航海時代から存在が知られていた。
雷の発生が非常に多いことが特徴で、稲妻は上空5キロメートル以上で発生し、年に140〜160夜（多い年では200夜以上）、1晩10時間にわたり、1時間あたり約280回発光する。この現象は世界最大規模の単一の対流オゾン源とされている。
干ばつの影響とされるが、2010年1月から4月にかけて現象が止んだことがある。

## 発生場所と発生の機構

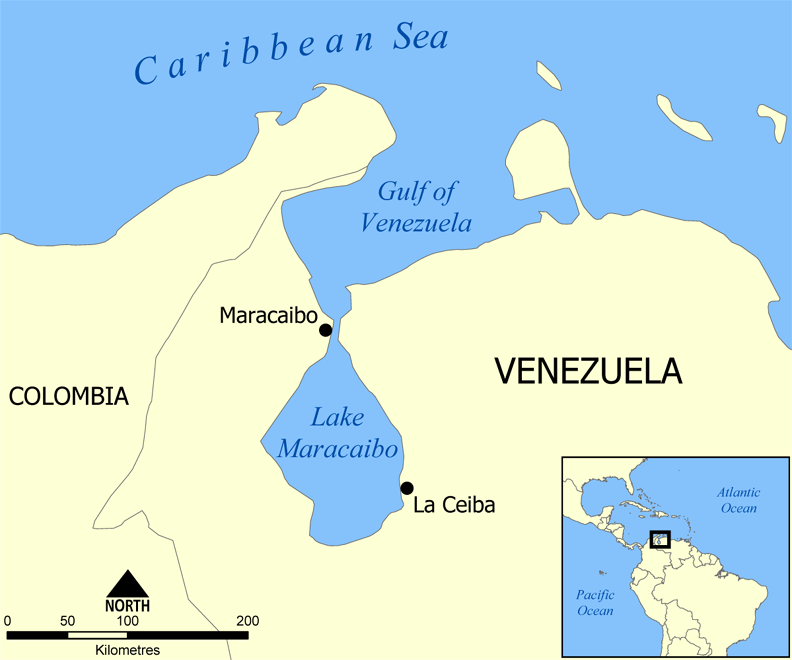
マラカイボ湖

発生場所の地理的な座標は北緯8度30分 西経71度0分 / 北緯8.500度 西経71.000度と北緯9度45分 西経73度0分 / 北緯9.750度 西経73.000度の範囲内である。マラカイボ湖をまたぐように吹く風と数多い沼地がこの嵐を形作っていると言える。
風はおのずと湖の三方向を囲む急なアンデスの山肌にぶつかり、風が取り込んだ熱と湿気が電荷を帯びて雷雲が形成されることで嵐が発生する。雷は高さ数キロメートルに及ぶほど巨大な天然のアーク放電である。夕暮れの1時間くらい後に発生することが多い。

## 研究例
ベネズエラの電磁気学者メルコール・センテーノ(1905～1986)は現象を風の循環の少なさを原因と考えた。
1966年から1970年にかけてアンドリュー・ザブロツキーは地元の大学の援助を受けながら現地に3回出向き、マラカイボ湖西など、雷雲の直接的な発生源がいくつかあると結論付けた。彼は1991年には温度差の高い空気がぶつかることも発生に関与しているとした。また、この研究を受けて地盤に含まれるウランも発生に関わっているのではないかと推測された。
やがて1997年から2000年にかけて、ベネズエラ、カラボボ大学の教授ネルソン・ファルコンは現象の小規模物理モデルを世界で初めて考案し、河口周辺の沼から発生するメタンが決定的な要因であることを突き止めた。メタンはマラカイボ湖面におけるウキクサ類の繁殖にも寄与している。